# Kostel Notre-Dame-de-la-Tronchaye
Kostel Notre-Dame-de-la-Tronchaye je římskokatolický farní kostel v obci Rochefort-en-Terre postavený v plaménkové gotice. Stavba je od roku 1931 chráněná jako historická památka. Před kostelem se nachází sousoší Kalvárie.

## Dějiny kostela
Kaple v Rochefortu je poprvé zmiňována ve 12. století. Byla postavena v románský sloh|románském slohu, jak dokládají stopy na zdi severního transeptu a zvonice, která sloužila jako opevněná věž. Současný kostel byl z velké části postaven v 15. století jako farní kostel. V roce 1498 zde byla ustavena kolegiátní kapitula. Kostel byl vybaven chórovými lavicemi a lektoriem, které bylo později nahrazeno ochozem. Kostel byl na severní straně přestavěn a rozšířen ve stylu plaménkové gotiky (přestavba byla ukončena roku 1533).
V 17. století byl chór, kde sloužili mše kanovníci, uzavřen kamenným polychromovaným retabulem (1610). Kolegiatura byla rozšířena o novou jižní loď pro vstup farníků. Přestavěná kolegiatura získala dvě retabula pocházející z bývalého kláštera v Malansacu.
V kostele se již ve 12. století nacházela socha Panny Marie: Notre Dame-de-la-Tronchaye. Rochefort se proto stal poutním místem. V roce 1925 papež povolil korunovaci sochy Panny Marie.